# 마수드 모스타파조카르
마수드 모스타파조카르(페르시아어: مسعود مصطفی جوکار,‎ 1977년 9월 21일~)는 이란의 전직 레슬링 선수로 2004년 하계 올림픽 자유형 페더급 은메달을 획득했다.

## 개인사
동생인 메이삼도 이란 국가대표 레슬링 선수이다.